# کراتین کیناز
کراتین کیناز (CK)، که همچنین به عنوان کراتین فسفوکیناز (CPK) یا فسفوکراتین کیناز نیر شناخته می‌شود، یک آنزیم (عدد گروه آنزیم 2.7.3.2) است که توسط بافت‌ها و انواع سلول‌های مختلف بیان می‌شود. CK تبدیل کراتین را کاتالیز می‌کند و از آدنوزین تری فسفات (ATP) برای ایجاد فسفوکراتین (PCr) و آدنوزین دی فسفات (ADP) استفاده می‌کند. این واکنش آنزیم CK برگشت‌پذیر است و بنابراین ATP می‌تواند از PCr و ADP تولید شود.